# 约翰·亚当·席勒

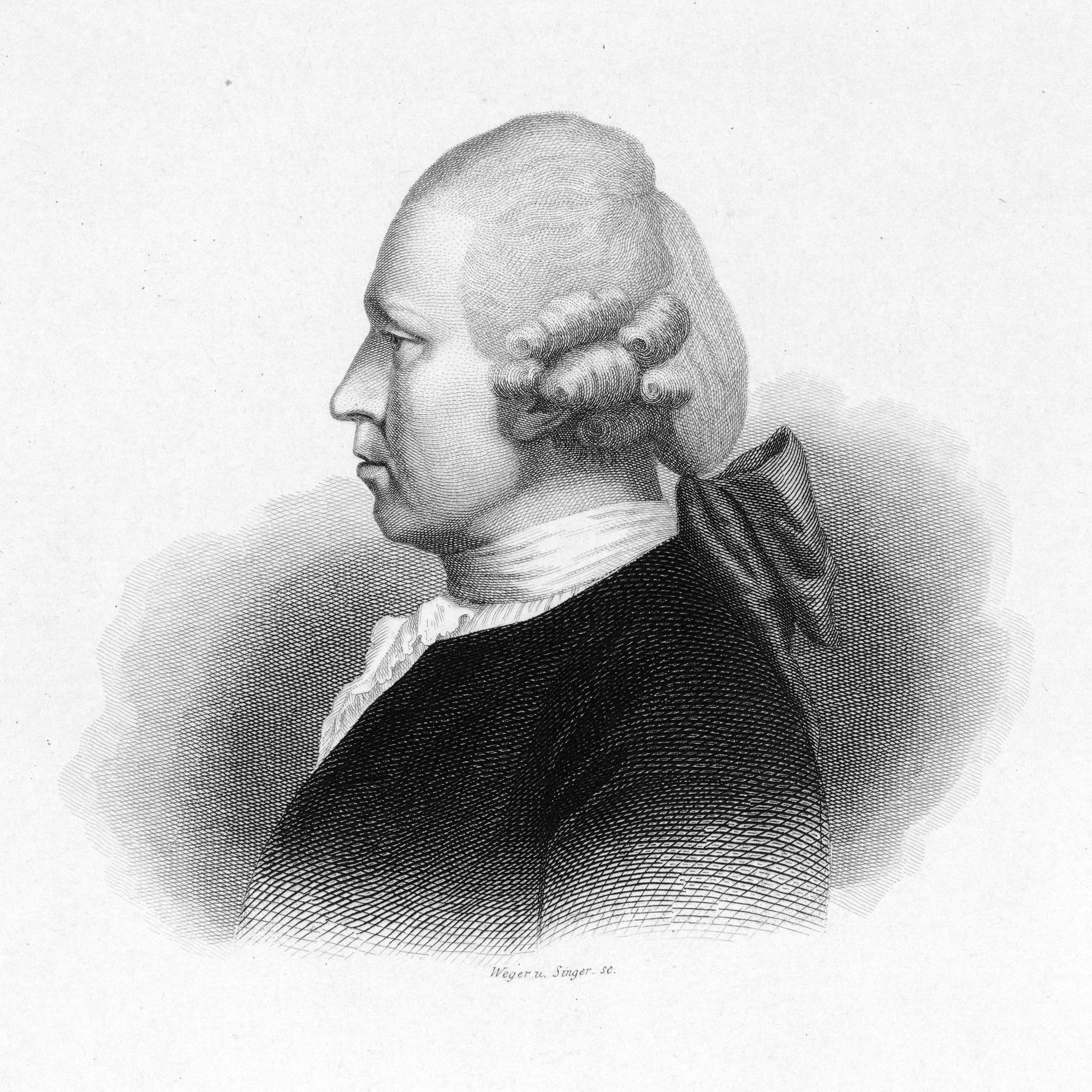

约翰·亚当·席勒（1728年12月25日—1804年6月16日），德国作曲家，指挥家，音乐作家。

## 生涯
席勒1745年在德国最东部的一个小城格尔利茨读完了他的高中，并开始在德累斯顿的十字学校学习钢琴和巴洛克时期演奏的一种类似于低音贝斯的乐器。1751年他开始了在莱比锡大学学习法律的生活，之后又跟随他的音乐家庭教师布鲁尔于1758年再次来到莱比锡。
1759年他建立了德国第一本音乐杂志《音乐时代》，并在1763年的时候从书商约翰福里西德那接手了从1756年开始因为7年战争而荒置多年的莱比锡大型音乐厅。1766年到1770年之间他出版了音乐每周一报。1771年席勒开办了一个歌唱学校，并培养了当时很多优秀的演唱家。1775年他又创立了音乐家协会，其音乐会曾在莱比锡皇宫及莱比锡布商大厦里举行，席勒担任乐队指挥家。
1782年席勒成为了公爵比特·库兰德宫廷乐队的总指挥，1786年5月19席勒在柏林大教堂组织了一场亨德尔弥撒曲的演出，在同年11月3日在莱比锡大学教堂的演出中，席勒重新诠释了亨德尔文艺复兴时期的作品。一年之后席勒用同样的方式接受了亨德尔神剧的指挥任务。
1789年到1801年席勒担任了托马斯学院的合唱指挥。除此之外他在托马斯教堂里还担任临时音乐指挥。1804年席勒在莱比锡去世，享年76岁，他的儿子福里西德·亚当·席勒子承父业，依然成为了一名作曲家，继续从事音乐方面的研究。

## 作品

### 文章作品
- 《音乐每周时报》，4部，1766-1770年，莱比锡出版
- 《音乐歌唱方法》，1774年第二版，莱比锡出版
- 《音乐花腔唱法》，1780，莱比锡出版
- 《关于音乐及其影响》，1781年，莱比锡出版
- 《音乐家的生活》，1784年莱比锡出版
- 《针对城乡学生们的歌唱方法扼要》，1792年莱比锡出版
- 《小提琴演奏的自学方法以及一些简单的音乐专业属于解释》，1792莱比锡出版。

### 音乐作品
- Das Orakel 《神谕》
- Der Teufel ist los《消失的魔鬼》
- Die Liebe auf dem Land《乡村爱情》
- Die Jagd 《狩猎》